# 藏红花醛
藏红花醛（英语：Safranal）是从藏红花中分离出来的有机化合物，藏红花是由番红花（Crocus sativus）柱头组成的香料。它是藏红花香气的主要成分。
据信藏红花醛是类胡萝卜素玉米黄质通过中间体藏红花苦素的降解产物。

## 药理学
藏红花醛在动物模型中是一种有效的抗惊厥药，被证明可作为GABAA受体的激动剂。藏红花醛还具有高抗氧化和自由基清除活性，以及体外对癌细胞的细胞毒性。其抗癌作用机制之一涉及破坏细胞微管的正常组装动力学。它在动物身上和人类初步研究中也被证明具有抗抑郁特性。

## 天然来源
藏红花醛可以在一下物种中发现：
- Microcystis
- Aspalathus linearis
- Camellia sinensis
- Crocus sativus
- Ficus carica
- Lycium chinense
- Cuminum cyminum[10]
- Centaurea sibthorpii [11]
- Centaurea amanicola[11]
- Centaurea consanguinea[11]
- Erodium cicutarium[11]
- Calycopteris floribunda[11]
- Sambucus nigra[11]
- Citrus limon[11]
- Achillea distans [11]